# Julian Hussauf
Julian Hussauf (* 8. April 2006 in Rottenmann) ist ein österreichischer Fußballspieler.

## Karriere

### Verein
Hussauf begann seine Karriere beim FC Gaishorn. Zur Saison 2017/18 wechselte er zum SK Sturm Graz. Zur Saison 2019/20 wechselte er in die Jugend des FC Red Bull Salzburg, bei dem er ab der Saison 2020/21 auch sämtliche Altersstufen in der Akademie durchlief.
Zur Saison 2024/25 rückte Hussauf in den Kader des Farmteams FC Liefering. Sein Debüt in der 2. Liga gab er dann im August 2024, als er am zweiten Spieltag jener Saison gegen den SV Lafnitz in der 88. Minute für Gaoussou Diakité eingewechselt wurde.

### Nationalmannschaft
Hussauf debütierte im März 2024 gegen Italien für die österreichische U-18-Auswahl.